# Александровка (Бавлинский район)
Александровка (тат. Александровка) — село в Бавлинском районе Республики Татарстан. Административный центр Александровского сельского поселения.
Село расположено у автодороги М5 «Урал» примерно в 6 км к северу от города Бавлы и в 10 км к западу от города Октябрьский.

## Название
Топоним произошел от антропонима «Александр».

## Население
| 1859  | 1897  | 1926  | 1938  | 1949 | 1958 |
| ----- | ----- | ----- | ----- | ---- | ---- |
| 455   | ↗730  | ↗750  | ↗1084 | ↘821 | ↗955 |
| 1970  | 1979  | 1989  | 2002  |      |      |
| ↗1099 | ↗1110 | ↘1087 | ↗1123 |      |      |

Национальный состав
На 1989 год: русские — 51 %, татары — 37 %.

## Русская православная церковь
- Часовня Николая Чудотворца. Год постройки: между 2005 и 2009 годами.